# Bălteni, Dâmbovița
Bălteni este un sat în comuna Conțești din județul Dâmbovița, Muntenia, România. Satul Bǎlteni are o populaṭie de 1.075 de oameni, dintre care 589 s-au declarat romi căldărari.

## Comunitatea romilor
Romii au venit începând cu anii 1960  când 7 familii de romi corturari au hotărât sǎ se stabilească în localitate, date fiind condițiile prielnice: proximitatea râului Dâmbovița, posibilități de a practica agricultura, spații întinse unde se puteau stabili. De-a lungul timpului rudele sau prietenii acestora, din diferite colțuri ale țării, au continuat sǎ vinǎ și sǎ se stabileasca aici, ajungând astăzi la un numǎr de peste 200 de familii de romi. Acestia sunt organizați în 3 grupuri, fiecare dintre grupuri având propriul Bulibașa, de care ceilalți ascultǎ și care reprezintǎ comunitatea în fața autoritǎților.
Foarte mulți dintre romii mai în vârstǎ au suferit în urma Poraimosului, fiind deportați în Transnistria la Bug, unde au trăit peste 2 ani, în condiții foarte grele, fără haine, mâncare sau demnitate. Tot atunci le-a fost confiscat tot aurul pe care-l dețineau, moștenire de la strămoșii lor.
În anii 1990, în timpul mandatului președintelui Iliescu, bǎtrânii și-au primit aurul înapoi sau au fost despăgubiți pentru acesta.
Și-au construit case, și-au cumpǎrat cai și mașini însǎ au reușit sǎ-și pastreze stilul tradițional de viațǎ, obiceiurile ṣi ritualurile care i-au ajutat de-a lungul timpului să existe ca grup.